# The Chemicals
«The Chemicals» es un sencillo de la banda de rock alternativo Garbage, publicado de forma independiente para el Record Store Day de 2015. La canción fue su primera obra en ser grabada durante la época de producción de su sexto álbum de estudio, antes de ser lanzado. «The Chemicals» cuenta con la participación de Brian Aubert (de la banda Silversun Pickups) en las voces.
En 2021, tanto «The Chemicals» como «On Fire» serán incluidas en la edición de lujo del séptimo álbum de estudio de Garbage, No Gods No Masters.

## Lanzamiento
Para el lanzamiento del sencillo durante el Record Store Day en 2015, se produjo un formato de vinilo de 10" en color naranjo fluorescente, además de incluir una pista adicional titulada «On Fire». La carátula del sencillo fue diseñada por Ryan Corey de la firma Smog Design, y se basó en una imagen tradicional mexicana del siglo XIX, que representa la iconografía de la iglesia católica del "Ánima Sola", o alma solitaria en el purgatorio.
En Estados Unidos, el sencillo fue lanzado como ‘Exclusivo de Record Store Day’ y su producción se limitó a 4,000 unidades. En términos de ventas, «The Chemicals» consiguió ser el 46° sencillo más vendido ese año. En el Reino Unido, su producción se limitó a 500 copias, lo que le bastó para debutar en el puesto #49 en la lista de Physical Singles. A la semana siguiente, las ventas del sencillo provocaron un ascenso en las listas de éxitos hasta el puesto #33, además de realizar su debut en la posición #32 en la lista de Vinyl Singles. Por otro lado, el lanzamiento de manera mundial en formato digital de las dos canciones se produjo el 2 de junio, bajo el título «The Chemicals / On Fire».
«The Chemicals» es el tercer sencillo consecutivo en ser lanzado por Garbage especialmente para el evento de Record Store Day, sucediendo a la publicaciones anteriores de «Girls Talk» y una versión de «Because the Night» en 2013; además de la producción en formato vinilo de los sencillos «Blood for Poppies» y «Battle In Me» del disco Not Your Kind of People en 2012.

## Lista de canciones
- sencillo de 10" single STNVOL011 (lanzamiento para Record Store Day)[1][2]
- Descarga digital (titulado «The Chemicals / On Fire»)

1. «The Chemicals» – 4:20
2. «On Fire» – 5:07

## Historial de Lanzamiento
| Fecha de lanzamiento | Región                      | Discográfica | Formato(s)       |
| -------------------- | --------------------------- | ------------ | ---------------- |
| 18 de abril de 2015  | Estados Unidos, Reino Unido | STUNVOLUME   | Vinilo de 10"    |
| 2 de junio de 2015   | Resto del mundo             | STUNVOLUME   | Descarga digital |

## Posicionamiento en listas
| Lista (2015)                                      | Máxima posición |
| ------------------------------------------------- | --------------- |
| UK Physical Singles (The Official Charts Company) | 33              |
| UK Vinyl Singles (The Official Charts Company)    | 32              |